# Oëlleville
Oëlleville – miejscowość i gmina we Francji, w regionie Grand Est, w departamencie Wogezy.
Według danych na rok 1990 gminę zamieszkiwało 291 osób, a gęstość zaludnienia wynosiła 29 osób/km² (wśród 2335 gmin Lotaryngii Oëlleville plasuje się na 758. miejscu pod względem liczby ludności, natomiast pod względem powierzchni na miejscu 604.).